# Ferenc Róth
Ferenc Róth (né le 24 décembre 1978) est un footballeur hongrois.